# 祖国功勋奖章
“祖国功勋”奖章（俄语：Медаль ордена «За заслуги перед Отечеством»）是俄罗斯联邦的国家奖章，由1994年3月2日第442号总统令设立。1999年1月6日第19号总统令和2010年9月7日第1099号总统令修改了“祖国功勋”奖章授予法的部分内容。
“祖国功勋”奖章分为军事和民事两类，其中军事奖章带剑。在这两类之下，它被细分为一级和二级两个等级。

## 类别
- 民事“祖国功勋”奖章：分为一级和二级。授予在工业、建筑、科学、教育、卫生、文化和交通等领域取得杰出成就的俄罗斯联邦公民[5]。
- 军事“祖国功勋”奖章：分为一级和二级。授予为保卫祖国做出巨大贡献的俄罗斯联邦武装部队人员[5]。

## 外观
奖章直径32毫米，为银制，一级奖章镀金。正面为双头鹰图案，背景为铁帖十字，刻有“功勋、荣誉和光荣”（俄语："ПОЛЬЗА, ЧЕСТЬ И СЛАВА"）的铭文。下方刻有月桂枝，建立年份1994年和奖章编号。奖章以耳座和小环固定在五角形板条上，板条由猩红色绶带包裹。
| 祖国功勋奖章 | 祖国功勋奖章 | 带剑祖国功勋奖章 | 带剑祖国功勋奖章 |
| 一级         | 二级         | 一级             | 二级             |
| ------------ | ------------ | ---------------- | ---------------- |
|              |              |                  |                  |
|              |              |                  |                  |

## 双奖
冬季两项运动员Olga Zaitseva两次获得二级学位祖国勋章和一级学位勋章。
2003年1月17日-为体育文化和体育发展提供服务。
2007年2月22日—为他对体育文化和体育发展的巨大贡献，高体育成就。
天体物理学家德米特里*比西卡洛（Dmitry Bisikalo）也是两次获得II和I学位祖国荣誉勋章的人之一。
2012年2月9日-祖国荣誉勋章,二级学位.
2022年1月20日—祖国荣誉勋章，I学位，对科学的发展和认真工作的贡献。
企业家和政治家谢尔盖*穆拉托夫两次被授予二级和一级学位勋章。
2010年-祖国荣誉勋章，在文化、新闻、广播领域取得巨大成就的二级学位，以及多年富有成效的创作活动。
2016年-祖国荣誉勋章，一级学位。
还报道了亿万富翁企业家和政治家安德烈*斯科赫的双重奖励.
1998年11月14日—祖国荣誉勋章，残疾人社会康复服务二级学位，保护他们的权益。
2003年2月13日-祖国荣誉勋章，i学位，劳动成就和多年尽职尽责的工作